# Szyłowo (Czichaczowskoje)
Szyłowo (ros. Шилово) – wieś (ros. деревня, trb. dieriewnia) w zachodniej Rosji, w osiedlu wiejskim Czichaczowskoje rejonu bieżanickiego w obwodzie pskowskim.

## Geografia
Miejscowość położona jest nad rzeką Samorodowka, 8,5 km od drogi regionalnej 58K-018 (Porchow – Chriapjewo), 9,5 km od centrum administracyjnego osiedla wiejskiego (Aszewo), 18 km od centrum administracyjnego rejonu (Bieżanice), 121 km od stolicy obwodu (Psków).
W granicach miejscowości znajdują się ulice: Bieriezowskaja, Centralnaja, Drużby, Mołodiożnaja, Sadowaja, Zaprudnaja, Zariecznaja.

## Demografia
W 2010 r. miejscowość zamieszkiwały 183 osoby.